# Ottorino Bettarello
Ottorino Bettarello (Rovigo, 21 novembre 1932 – Padova, 9 febbraio 1991) è stato un rugbista a 15 italiano, mediano di mischia di Rovigo e Fiamme Oro, sei volte campione d'Italia.

## Biografia
Fratello minore di Romano, come questi condivise gli inizi di carriera nel Rovigo; militare nella Polizia, entrò nel gruppo rugbistico delle Fiamme Oro, con cui, sotto la guida tecnica di Mario Battaglini, vinse quattro scudetti consecutivi dal 1958 al 1961; in tale periodo fu anche convocato in Nazionale, in cui esordì nel 1958 in un incontro con la Francia; fino al 1961 furono 3 gli incontri internazionali: ancora la Francia e poi una vittoria contro la Germania Ovest.
Nel 1962 si trasferì al Rovigo e, in coppia con il fratello Romano, vinse altri due titoli di campione d'Italia (1963 e 1964).
Morì a 58 anni a Padova il 9 febbraio 1991.
Suo nipote Stefano, figlio di Romano, fu anch'egli rugbista e internazionale per l'Italia.

## Palmarès
- Campionati italiani: 6
Fiamme Oro: 1957-58, 1958-59, 1959-60, 1960-61
Rovigo: 1962-63, 1963-64